# 梥本一洋
梥本 一洋（まつもと いちよう、1893年（明治26年）11月29日 - 1952年（昭和27年）3月9日）は、明治時代から昭和時代にかけての日本画家。

## 来歴
京都中京区油小路四条上ルで、染色図案を営む家の4人兄弟のうち長男として生まれる。本名は謹之助。弟も日本画家の梥本武雄。家は祖父の代から日本画家を出すことを志しており、父吉次郎も菊池芳文に入門し芳樹と号した。しかし、途中で諦め息子たちを日本画家になるよう教育した。1899年（明治32年）本能小学校入学、1905年高等小学校に進む。1910年（明治43年）京都市立美術工芸学校に進学。卒業した後、1912年（明治45年）京都市立絵画専門学校に進み、1915年（大正4年）に卒業する。卒業後山元春挙の画塾早苗会に入門、一洋の号を名乗る。春挙死後は川村曼舟に師事、同会の重鎮となり歴史画を得意とした。
1915年（大正4年）の第9回文展で「壬生狂言の楽屋」初入選、1919年（大正8年）の第1回帝展で「秋の夜長物語」が入選を果たすと、以降、帝展において常連となった。1927年（昭和2年）の第8回帝展で「蝉丸」、1928年（昭和3年）の第9回帝展において「餞春」で連続で特選を獲得している。これ以降の帝展・新文展では無鑑査となり、しばしば審査員を務めた。一方で、1924年（大正13年）京都府立美術工芸学校教授に就任、翌年京都市立絵画専門学校助教授となり、1936年（昭和11年）から同校教授として1949年（昭和24年）まで後進の指導にあたっている。1943年（昭和18年）には早苗会を解散、新たに耕人社を結成する。第二次世界大戦後は日展において活躍、1949年（昭和24年）に依嘱となり、1950年（昭和25年）から日展運営参事となった。しかし翌年、肺癌により上京区の自宅で死去。享年58。法名は寂常院釈一洋、墓所は寶蓮寺。
古典を題材とした物語絵や歴史風俗画を得意とし、新興大和絵風の作品が多い。

## 作品
| 作品名         | 技法     | 形状・員数  | 寸法（縦x横cm） | 所有者                                                           | 年代                       | 落款                                | 出品展                       | 備考                                       |
| -------------- | -------- | ----------- | --------------- | ---------------------------------------------------------------- | -------------------------- | ----------------------------------- | ---------------------------- | ------------------------------------------ |
| 今年竹         | 絹本着色 | 四曲一隻    |                 | 京都市立芸術大学資料館                                           | 1915年（大正4年）          |                                     | 京都市立絵画専門学校卒業制作 |                                            |
| 壬生狂言の楽屋 | 絹本着色 | 二曲一双    |                 | 京都府立総合資料館（京都府京都文化博物館管理）                   | 1915年（大正4年）          |                                     | 第9回文展                    |                                            |
| 木花開耶姫     | 絹本著色 | 額1面       | 121.3x71.0      | 京都市立下鴨小学校                                               | 1515-16年（大正4-5年）     | 款記「一洋」/朱文長方印             |                              |                                            |
| 流るる悲歌     | 絹本着色 | 四曲一隻    |                 | 三縁寺                                                           | 1916年（大正5年）          |                                     | 第8回文日本産業博覧会        |                                            |
| 送り火         | 絹本着色 | 二曲一双    | 161.5x236.0     | 京都市美術館                                                     | 1916年（大正5年）          |                                     | 第10回文展                   |                                            |
| 秋の夜長物語   | 絹本着色 | 双幅        |                 | 個人                                                             | 1919年（大正8年）          |                                     | 第1回帝展                    |                                            |
| 橋を渡る女     | 絹本着色 | 二曲一双    | 各156.2x179.3   | ホノルル美術館                                                   | 1915年から1920年頃         | 款記「一洋」                        |                              | 挑発的画面設定に北野恒富の影響が見られる。 |
| 餞春           | 絹本着色 | 二曲一隻    | 188.0x162.0     | 京都市美術館                                                     | 1928年（昭和3年）          |                                     | 第9回帝展特選                |                                            |
| 酒天童子       | 絹本着色 | 額装1面     |                 | 京都府立医科大学                                                 | 1929年（昭和4年）          |                                     | 第10回帝展                   |                                            |
| 中江藤樹伝記絵 | 絹本着色 | 画帖1冊13図 |                 | 藤樹神社                                                         | 1932年（昭和7年）          |                                     |                              |                                            |
| 紫式部         | 絹本着色 | 1幅         | 128.8x42.5      | 石山寺                                                           | 昭和初め頃                 | 款記「一洋」/「壹洋画印」白文長方印 |                              |                                            |
| 鵺             | 絹本着色 | 額装1面     | 174.0x255.0     | 京都市美術館                                                     | 1936年（昭和11年）         |                                     |                              |                                            |
| 潮騒           | 絹本着色 | 1幅         | 141.9x71.1      | グリフィス＆パトリシア・ウェイコレクション（シアトル美術館寄託） | 1942年（昭和17年）         | 款記「一洋」/「壹洋画印」白文長方印 | 現代美術名作展               |                                            |
| 出潮           | 絹本着色 | 二曲一隻    | 175.0x228.8     | 大阪市立美術館                                                   | 1943年（昭和18年）         | 款記「一洋」                        | 関西邦画展                   |                                            |
| 不動明王図     | 絹本着色 | 1幅         | 136.5x70.6      | 三の丸尚蔵館                                                     | 1939-40年（昭和14-15年〉頃 |                                     |                              | 一洋自身が昭和天皇へ献上                   |
| 夕和           | 紙本着色 | 額装1面     |                 | 個人                                                             | 1951年（昭和26年）         |                                     | 第7回日展                    | 絶筆                                       |